# Selección de fútbol sala de Suecia
La selección de fútbol sala de Suecia es el equipo que representa al país en la Copa Mundial de fútbol sala de la FIFA y en la Eurocopa de fútbol sala; y es controlado por la Asociación de Fútbol de Suecia.

## Estadísticas

### Copa Mundial de Futsal FIFA
| Copa Mundial de fútbol sala de la FIFA | Copa Mundial de fútbol sala de la FIFA | Copa Mundial de fútbol sala de la FIFA | Copa Mundial de fútbol sala de la FIFA | Copa Mundial de fútbol sala de la FIFA | Copa Mundial de fútbol sala de la FIFA | Copa Mundial de fútbol sala de la FIFA | Copa Mundial de fútbol sala de la FIFA |
| Año                                    | Ronda                                  | J                                      | G                                      | E                                      | P                                      | GF                                     | GC                                     |
| -------------------------------------- | -------------------------------------- | -------------------------------------- | -------------------------------------- | -------------------------------------- | -------------------------------------- | -------------------------------------- | -------------------------------------- |
| 1989 - 2012                            | No participó                           | No participó                           | No participó                           | No participó                           | No participó                           | No participó                           | No participó                           |
| 2016                                   | No clasificó                           | No clasificó                           | No clasificó                           | No clasificó                           | No clasificó                           | No clasificó                           | No clasificó                           |
| 2021                                   | No clasificó                           | No clasificó                           | No clasificó                           | No clasificó                           | No clasificó                           | No clasificó                           | No clasificó                           |
| Total                                  | 0/9                                    | -                                      | -                                      | -                                      | -                                      | -                                      | -                                      |

### Eurocopa de Fútbol Sala
| Eurocopa de Fútbol Sala | Eurocopa de Fútbol Sala | Eurocopa de Fútbol Sala | Eurocopa de Fútbol Sala | Eurocopa de Fútbol Sala | Eurocopa de Fútbol Sala | Eurocopa de Fútbol Sala | Eurocopa de Fútbol Sala |
| Año                     | Ronda                   | J                       | G                       | E                       | P                       | GF                      | GC                      |
| ----------------------- | ----------------------- | ----------------------- | ----------------------- | ----------------------- | ----------------------- | ----------------------- | ----------------------- |
| 1996 - 2012             | No participó            | No participó            | No participó            | No participó            | No participó            | No participó            | No participó            |
| 2014                    | No clasificó            | No clasificó            | No clasificó            | No clasificó            | No clasificó            | No clasificó            | No clasificó            |
| 2016                    | No clasificó            | No clasificó            | No clasificó            | No clasificó            | No clasificó            | No clasificó            | No clasificó            |
| 2018                    | No clasificó            | No clasificó            | No clasificó            | No clasificó            | No clasificó            | No clasificó            | No clasificó            |
| 2022                    | No clasificó            | No clasificó            | No clasificó            | No clasificó            | No clasificó            | No clasificó            | No clasificó            |
| Total                   | 0/12                    | -                       | -                       | -                       | -                       | -                       | -                       |

## Récord ante otras selecciones
| Rival               | J  | G  | E | P  | GF  | GC  | GD  |
| ------------------- | -- | -- | - | -- | --- | --- | --- |
| Andorra             | 1  | 1  | 0 | 0  | 4   | 2   | +2  |
| Armenia             | 1  | 0  | 0 | 1  | 3   | 4   | −1  |
| Azerbaiyán          | 1  | 0  | 0 | 1  | 2   | 8   | −6  |
| Bielorrusia         | 1  | 0  | 1 | 0  | 2   | 2   | 0   |
| Croacia             | 2  | 0  | 0 | 2  | 1   | 12  | −11 |
| Dinamarca           | 5  | 1  | 1 | 3  | 14  | 17  | −3  |
| Inglaterra          | 4  | 2  | 1 | 1  | 12  | 13  | –1  |
| Estonia             | 1  | 1  | 0 | 0  | 2   | 0   | +2  |
| Finlandia           | 4  | 2  | 0 | 2  | 13  | 16  | –3  |
| Francia             | 4  | 0  | 0 | 4  | 10  | 18  | −8  |
| Grecia              | 1  | 1  | 0 | 0  | 4   | 1   | +3  |
| Israel              | 2  | 2  | 0 | 0  | 8   | 2   | +6  |
| Macedonia del Norte | 1  | 0  | 0 | 1  | 2   | 4   | −2  |
| Montenegro          | 1  | 0  | 1 | 0  | 3   | 3   | 0   |
| Noruega             | 5  | 3  | 2 | 0  | 18  | 12  | +6  |
| San Marino          | 1  | 1  | 0 | 0  | 9   | 4   | +5  |
| Escocia             | 1  | 1  | 0 | 0  | 13  | 0   | +13 |
| España              | 1  | 0  | 0 | 1  | 0   | 13  | −13 |
| Turquía             | 4  | 1  | 1 | 2  | 11  | 12  | –1  |
| Total               | 41 | 16 | 7 | 18 | 131 | 143 | −12 |